# Galust Sahakjan

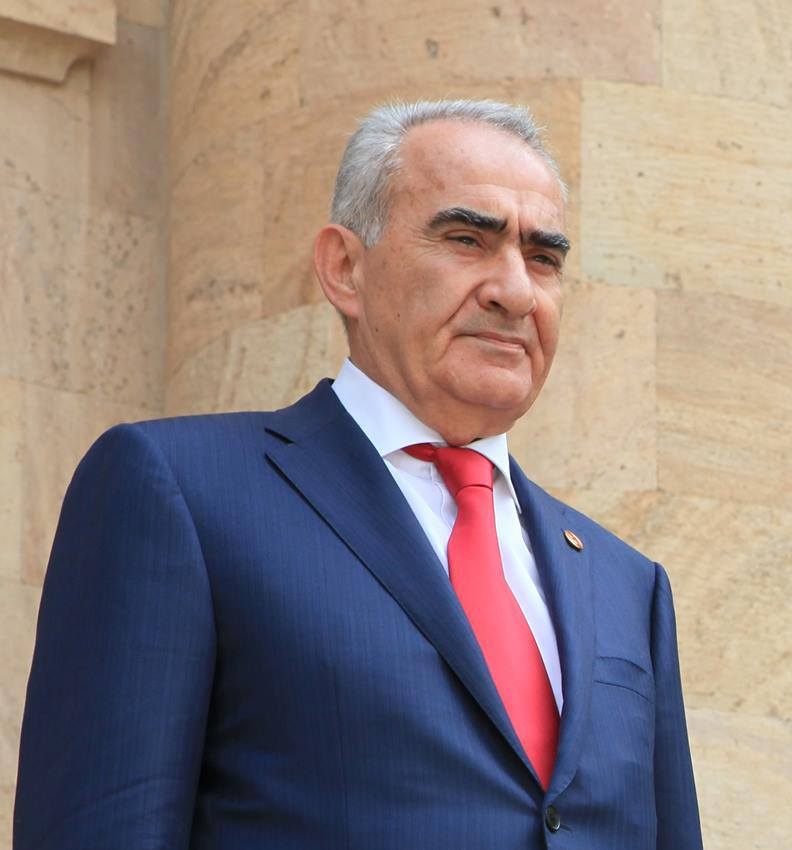
Galust Sahakjan

Galust Sahakjan (armenisch ԳալուստՍահակյանը; * 8. April 1949 in Jerewan, Armenische Sozialistische Sowjetrepublik, UdSSR; † 18. Dezember 2022 in Deutschland) war ein armenischer Politiker, Mitglied und Präsident der Nationalversammlung der Republik Armenien.

## Biographie
Sahakjan studierte zwischen 1966 und 1971 an der Staatlichen Universität Jerewan. Nach dem Abschluss arbeitete er für zwei Jahre als Schlosser in der Seidenfabrik von Jerewan. Danach war er fast ein Jahrzehnt lang in verschiedenen schulischen Bildungseinrichtungen der armenischen Hauptstadt tätig. Dabei stieg er mit der Zeit von einem einfachen Lehrer zum stellvertretenden Leiter und anschließend zum Schulleiter auf.
Von 1991 bis 1996 hatte Sahakjan die Position des ersten stellvertretenden Vorsitzenden des Exekutivkomitees im Maschtozer Bezirksrat von Jerewan inne.
Bei den Parlamentswahlen 1995 zog Sahakjan für den hauptstädtischen Wahlbezirk Nr. 32 in die Nationalversammlung und war im ständigen Ausschuss für Wissenschaft, Bildung, Kultur und Jugend vertreten. Er gehörte zunächst der Republikanischen Fraktion, später der Abgeordnetengruppe „Jerkrapa“ an.
1999 wurde Sahakjan wiedergewählt und übernahm diesmal als Chef der Fraktion „Einheit“ die Leitung des obengenannten Gremiums.
Während seiner dritten Amtszeit als Abgeordneter (2003-2007) der Nationalversammlung saß Sahakjan als Mitglied im ständigen Ausschuss für Verwaltung und Rechtsfragen. Zu dieser Zeit trat er der Republikanischen Partei bei. Bei den Parlamentswahlen 2007 wiederholte er seinen Erfolg zum vierten Mal und wechselte im Juni desselben Jahres zum Ausschuss für Verteidigung, nationale Sicherheit und innere Angelegenheiten.
Im November 2008 rückte Sahakjan zum Fraktionsvorsitzenden und stellvertretenden Leiter der Republikanischen Partei. Diese Position bekleidete er bis Mai 2014.
Am 29. April 2014 wurde Sahakjan zum Präsidenten der armenischen Nationalversammlung ernannt.
Bei den Parlamentswahlen in Armenien 2017 wurde Sahakjan zwar erneut wiedergewählt, wurde jedoch als Präsident der Nationalversammlung durch Ara Bablojan abgelöst.

## Privat
Sahakjan war verheiratet und hatte zwei Kinder.